# 麦康瑞

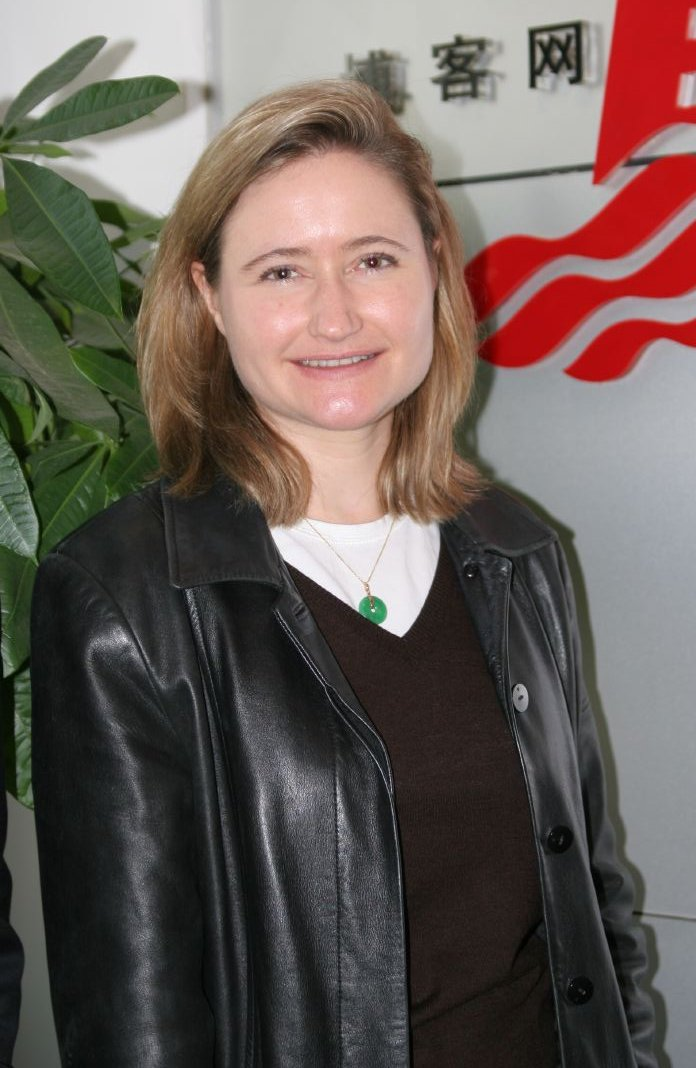
麦康瑞在北京之留影

麥康瑞（1969年9月16日—）是一位美国人权活动家，香港网络作家。

## 生平
生於美國加州的柏克萊，曾經在CNN任職，最高升至北京辦事處主任，是全球之聲的共同創辦人。熱愛研究中國國學，曾到過台灣生活；其父親是一位中國近代史學者。麥康瑞也曾在於香港大學新聞學系擔當助理教授；另外，她亦是維基媒體基金會理事咨詢會顧問之一，也曾出席香港維基媒體協會的成立典禮和一、二屆中文網誌年會等草根媒體相關社群活動。
麦康瑞懂得英語及普通話，但不懂廣東話。
2009年4月11日，麥康瑞接受中国大陸“Anti-CNN”網站的主要成員採訪。

## 外部連結
- 全球之聲中文版（页面存档备份，存于）